# Dinga Bakaba
Dinga Bakaba est un concepteur de jeux vidéo français né en 1981 et dirigeant du studio de jeux vidéo Arkane Lyon.
Il est notamment connu pour être le directeur créatif de Deathloop (2021), jeu salué par la critique et la profession internationales, qui lui vaut de recevoir le Game Award du meilleur réalisateur en 2021 ainsi que le Pégase de la « personnalité de l'année » en 2022.

## Biographie
Dinga Bakaba nait en 1981 à Paris, fils d'une universitaire et du cinéaste franco-ivoirien Sidiki Bakaba, dont il envisage un temps de suivre le parcours. Il arrête ses études en Terminale et essaie différentes voies : de professeur de capoeira à mannequin, avant de s'inscrire dans une école de game design, qu'il n'a pas les moyens financiers de suivre jusqu'au bout du cursus. Il est notamment amateur de jeu de plateau et de jeu de rôle sur table, et a l'expérience des éditeurs de niveau sur des jeux vidéo tels que Tony Hawk's. Des années plus tard, alors préoccupé par l'éducation de sa fille et à la recherche d'un emploi stable,, Bakaba finit par postuler à des offres d'emploi dans l'industrie du jeu vidéo et entame sa carrière vidéoludique en tant que testeur QA sur des jeux mobiles chez Vivendi Games. Il travaille ensuite chez Wizarbox en tant que concepteur, notamment sur le jeu d'aventure Gray Matter, puis pour le studio néerlandais Playlogic pendant un an,,.
Le directeur de Playlogic recommande Bakaba et lui obtient un entretien auprès des responsables d'Arkane Studios, Raphaël Colantonio et Harvey Smith, lesquels apprécient sa vivacité d'esprit et son goût vidéoludique qui ne serait « pas encore formaté par l'industrie » : en novembre 2010, il rejoint le studio lyonnais d'Arkane, dont il devient en quelques années l'une des figures de proue. Il commence comme concepteur des systèmes et producteur sur Dishonored (2012) et ses DLC (2012-2013), puis poursuit en tant que concepteur en chef sur Dishonored 2 (2016) et Dishonored : La Mort de l'Outsider (2017), alors que Smith l'implique de plus en plus dans les décisions créatives. Lorsque Bethesda Softworks, l'éditeur des jeux développés par Arkane et par MachineGames, confie au studio lyonnais la tâche de venir en renfort au studio suédois sur Wolfenstein: Youngblood (2019), Bakaba fait également partie de cette équipe et est crédité dans le jeu comme réalisateur. En parallèle, en juin 2017, alors qu'Arkane Lyon entame un tout nouveau projet qui va devenir Deathloop (2021), Bakaba en est nommé le réalisateur ainsi que le codirecteur créatif, une succession souhaitée par Colantonio. 
En novembre 2021, Dinga Bakaba est promu directeur du studio Arkane Lyon, tout en maintenant son rôle de directeur créatif sur Deathloop,,. À sa sortie en septembre 2021, Deathloop est un grand succès critique, loué pour l'originalité de son concept de boucle temporelle et pour le raffinement de sa direction artistique, qui lui valent d'ailleurs d'être le jeu avec le plus de nominations aux Game Awards 2021. En tant que réalisateur du titre, c'est Bakaba qui monte sur la scène de la cérémonie américaine, où il reçoit les prix de la meilleure réalisation et de la meilleure direction artistique,. Lors de la cérémonie des équivalents français des Game Awards, les Pégases, Deathloop vaut à son réalisateur de remporter la victoire dans cinq catégories (meilleur jeu, prix de l’excellence visuelle, meilleur game design, meilleur univers de jeu vidéo, et prix du public) ainsi que le titre de « personnalité de l'année. » À l'occasion de cette mise en lumière, il évoque le manque de diversité dans l'industrie du jeu vidéo : « J’aimerais en voir plus dans les écoles, dans les studios, dans cette salle. Parce que c’est parmi les personnes aux cultures et aux identités variées qu’on crée les œuvres les plus singulières,. »

## Ludographie
- 2010 : Gray Matter : concepteur
- 2012-2012 : Dishonored : concepteur des systèmes
- 2016 : Dishonored 2 : concepteur en chef
- 2017 : Dishonored : La Mort de l'Outsider : concepteur en chef
- 2021 : Deathloop : réalisateur et co-directeur créatif

## Distinctions
Lors de la saison des récompenses 2021-2022, qui fait suite à la sortie célébrée de Deathloop en septembre 2021, Dinga Bakaba reçoit de nombreuses distinctions au titre de toute l'équipe du studio Arkane Lyon, mais aussi en son nom propre lorsque celles-ci viennent saluer son travail en tant que réalisateur du jeu. C'est ainsi qu'il reçoit le Game Award du meilleur réalisateur en 2021, puis le même prix à la cérémonie des Pégases 2022, en plus du titre français de « personnalité de l'année », en prenant de fait la succession de la dirigeante de studio et conceptrice Jehanne Rousseau (2020) et du vidéaste ZeratoR (2021).
En 2022, il reçoit le prix « Visioniary Award » décerné par un panel de professionnels de l'industrie, ainsi que le « Develop Star Award » à la convention britannique Develop: Brighton.

#### Article
- (en) James Batchelor, « Deathloop's Dinga Bakaba on rising to director and avoiding crunch », sur GamesIndustry, 17 mars 2022.

#### Entretien
(en) Ted Price, « Ted Price chats with Dinga Bakaba », sur The Academy of Interactive Arts and Sciences Game Maker's Notebook, 14 février 2022.

#### Documentaire vidéo
- (en) Noclip, « Deathloop Developer Breaks Down its Design », 23 septembre 2021.